# Peter Schilling
Peter Schilling (Stuttgart, 28 de enero de 1956) es un músico alemán cuyas canciones versan sobre temas de ciencia ficción, la exploración espacial o el holocausto nuclear. Surgió junto al movimiento musical de la Nueva Ola Alemana («Neue Deutsche Welle») a principios de los años 80.

## Trayectoria musical
Antes de publicar su primer álbum, el cantante ya había editado unos cuantos sencillos bajo el nombre de Pierre Schilling. En 1982 publicó su primer álbum, titulado Fehler im System, del cual se extraería el sencillo «Major Tom (Völlig losgelöst)». Esta canción había retomado el argumento del clásico de David Bowie «Space Oddity», de 1969. La canción fue todo un éxito en Alemania, donde alcanzó el n.º 1 en la lista musical, llegando también a los primeros puestos en las demás listas musicales europeas. El tema se versionaría al idioma inglés, junto a las demás canciones del álbum, para ser publicado en los países anglosajones como sencillo. Con el título de «Major Tom (Coming Home)», el tema llegaría al n.º 14 en el Billboard Hot 100 estadounidense, convirtiéndose en un éxito también en los demás países.
En 1984 y 1985 se publicaron los discos 120 Grad y su versión en inglés Things to Come, respectivamente, con relativo éxito.
Peter Schilling aún editaría cuatro sencillos más, antes de que saliese al mercado internacional, en 1989, el álbum recopilatorio The Different Story (World of Lust and Crime) (en Alemania se publicaría tres años más tarde). Este disco incluía varias canciones de su primer y segundo álbum, en sus versiones en inglés, y también el último sencillo publicado un año antes y que daba nombre al recopilatorio.
Schilling sufrió de agotamiento en 1990, y al año siguiente se tomó un descanso. En 1994 se casó con su novia Catyana. Durante los años 90, Schilling formó un proyecto musical paralelo llamado Space Pilots, que tuvo un gran éxito en Japón. Incluía a los miembros Catyana Schilling, J. Feifel y P. Magnet. Habían grabado una sola canción, titulada «Trip to Orion». Fue lanzada en vinilo y CD en 1995, apareciendo en el CD recopilatorio japonés de música bailable Dancemania 1. La canción estaba basada en la serie de ciencia ficción de la televisión alemana Raumpatrouille - Die phantastischen Abenteuer des Raumschiffes Orion (1966), e incluía samples vocales de la misma.
En 2000, Peter se separó de su esposa Casha Schilling y posteriormente se divorciaron en 2003.
Peter Schilling fue también autor de dos libros: Lust Faktor Wellness (2005) y Emotionen sind männlich (2007).

## Discografía

### Álbumes
- Fehler im System (Wea; 1982)
- 120 Grad (Wea; 1984)
- The Different Story (World of Lust and Crime) (Wea, Elektra; 1989) - publicado en Alemania en 1992 - recopilatorio
- Geheime Macht (Wea; 1993)
- Von Anfang an... bis jetzt. Das ultimativ Beste von Peter Schilling (Wea; 1999) - recopilatorio
- Raumnot - 6 vs. 6 (DA Music; 2003)
- Retrospektive - Das Remix Album (DA Music; 2004)
- Zeitsprung (DA Music; 2004)
- Lustfaktor Wellness/Delight Factor Wellness (DA Music; 2005)
- Das Prinzip Mensch (DA Music; 2006)
- Tauch mit mir in... eine neue Zeit (Das Beste aus den Jahren 2003-2006) (DA Music; 2006) - recopilatorio
- Emotionen sind männlich (Major Ton, Edel distribution GmbH; 2007)
- Neu & Live 2010 (Major Ton Records; 2011)
- DNA (Major Ton Records; 2014)
- Willkommen in der Zukunft Songs von 1982-2020, 2020
- Vis Viva, 2021